# Relations étrangères de la Chine impériale

L'empereur Ming Yongle. Durant son règne, l'Amiral Zheng He prend la tête d'une gigantesque flotte d'exploration et organise sept expéditions maritimes

Avant l'époque moderne, les relations étrangères de la Chine impériale sont fondées sur la théorie voulant que l'Empire chinois est le Céleste Empire, le centre du monde civilisé et l’empereur de Chine le chef de ce monde civilisé. Tous les autres États sont censés verser un tribut à la Chine ou être ses vassaux. Théoriquement, les terres autour de la capitale impériale sont réparties en cinq zones circulaires qui bénéficient à différents degrés de l’influence bienveillante du fils du ciel et qui vont de la plus civilisée, le centre, à la plus « barbare », la plus externe,
Il y a plusieurs périodes pendant lesquelles la politique étrangère chinoise prend un ton isolationniste. En effet, la cour impériale est régulièrement déchirée par des luttes de factions, parmi lesquelles on trouve celle qui considère que le reste du monde est pauvre, arriéré et a peu à offrir et que la Chine ne doit s'occuper que d'elle-même.
Néanmoins, la Chine est une nation commerciale et ce, dès le début de son histoire. Bon nombre des interactions de la Chine avec le monde extérieur sont liées à la route de la soie, y compris les contacts avec des représentants de l’Empire romain au cours du IIe siècle et les visites du voyageur vénitien Marco Polo au cours du XIIIe siècle.
Un des fondements de la politique étrangère chinoise est de réussir à tenir à distance la menace de ce que les Chinois appellent les envahisseurs « barbares » venant du Nord comme les Xiongnu, les Mongols et les Jurchen. Pour arriver à leurs fins, les différentes dynasties chinoises utilisent des moyens militaires offensifs, comme les nombreuses campagnes dans le Nord lancées par différents empereurs, ou défensifs, comme en témoigne la grande muraille de Chine. La voie diplomatique est aussi régulièrement utilisée, les Chinois organisant des mariages appelés heqin, ou « mariages de paix », visant à sceller des alliances.
Lorsque la faction « isolationniste » n'est pas au pouvoir, la politique étrangère chinoise est particulièrement énergique; comme lorsque l'amiral Zheng He organise ses sept expéditions sous la dynastie Ming.

## Dynastie Qin

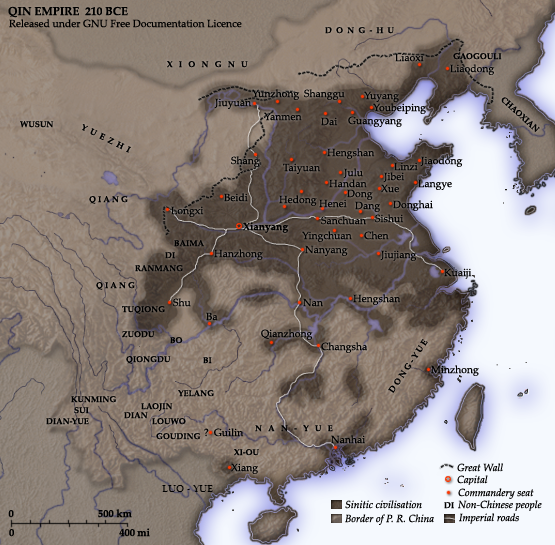
Les frontières de la dynastie Qin, en l'an -210

Même si de nombreux rois des dynasties Shang et Zhou ont régné avant cette date, c'est l'an 221 av. J.-C. qui marque réellement le début de la période impériale chinoise. En effet, Ying Zheng, le dirigeant de l’État de Qin et futur empereur Qin Shi Huang, est le premier à réussir à conquérir les différents royaumes qui étaient auparavant des vassaux de la dynastie Zhou. Sous sa direction et en s'appuyant sur une société modelée par l'application stricte de la philosophie légiste, ce qui était auparavant un État isolé sur la frontière occidentale réussit à conquérir tous ses rivaux de la période des Royaumes combattants.
Le royaume de Qin se lance également à la conquête de royaumes non sinisés. Ainsi, le domaine chinois s'étend également au nord en Mongolie intérieure et en Mandchourie, pendant que des expéditions navales partent vers le sud et réussissent à asservir les Baiyue, un peuple vivant dans la zone qui correspond actuellement au Guangdong et au nord du Vietnam. Après ces conquêtes, l' empereur Qin Shi Huang réussit à transformer ces différents États en un empire relativement unifié et uniforme, l’Empire Qin.
Cette frénésie de conquêtes représente l'essentiel des relations avec l'étranger de la brève dynastie Qin; qui s'effondre après 14 ans d'existence, sans avoir eu le temps de définir une politique étrangère digne de ce nom.

## Dynastie Han
La période de la dynastie Han (202 av. J.-C.-220) représente une véritable révolution dans l’histoire de la politique étrangère de la Chine impériale. En effet, sous le long règne de l'empereur Han Wudi (r. 141-87 av. J.-C.), les voyages du diplomate Zhang Qian permettent à la Chine de prendre contact pour la première fois avec de nombreux pays et royaumes asiatiques. Lorsqu'il commence son voyage dans les régions situées à l'ouest des frontières occidentales de la Chine, Zhang Qian cherche à nouer une alliance avec les Yuezhi contre les Xiongnu. Durant son périple, Qian est emprisonné par les Xiongnu pendant de nombreuses années. Lorsqu'il réussit à rentrer en Chine, il n'a noué aucune alliance mais il ramène des rapports détaillés sur les terres qu'il a traversées et qui étaient précédemment inconnues des Chinois. Les détails de ses voyages permettent aux Han d'apprendre l'existence des royaumes hellénisés de Fergana (Dayuan) et du royaume gréco-bactrien de Daxia, que Qian a traversé. Il rédige également des rapports sur des contrées qu'il n'a pas traversées, mais pour lesquelles il a eu des informations de seconde main. Ces rapports concernent l'Anxi (c.a.d l'Empire parthe), le Tiaozhi (c.a.d la Mésopotamie), le Shendu (c.a.d l'Inde), et les nomades Wusun d’Asie centrale. C'est à la suite de ces voyages que sont noués les contacts commerciaux qui permettent la création de la célèbre route de la soie, qui relie la Chine à l’Empire romain.
L'empereur Han Wudi est aussi connu pour ses nombreuses conquêtes. Il même des campagnes victorieuses contre les Xiongnu et attaque le royaume de Gojoseon, situé dans la péninsule de Corée. Cette campagne coréenne s’achève par l'établissement de quatre commanderies, dont la plus importante est la commanderie de Lelang, située dans le nord de la péninsule. L’empire Han s'agrandit également vers le sud de la Chine et le nord du Vietnam du Nord, puis annexe de nouveau le territoire des Baiyue, qui avaient profité de la chute des Qin pour reprendre leur indépendance. Toujours dans le sud, les Han détruisent et annexent les royaumes des peuples Minyue et Dian. En 111 av. J.-C., l'empereur Han Wudi annexe le Royaume de Nanyue, après une courte guerre. Ce royaume était gouverné par la dynastie des Yue du Sud (南越國), qui avait été fondée par le général chinois Zhao Tuo. Tuo avait conquis le royaume d'Âu Lạc, alors pays du peuple Viêt, pour le compte de la dynastie Qin. Après la chute de la dynastie Qin, Tuo avait proclamé son indépendance et fondé sa propre dynastie en 206 av. J.-C.,.

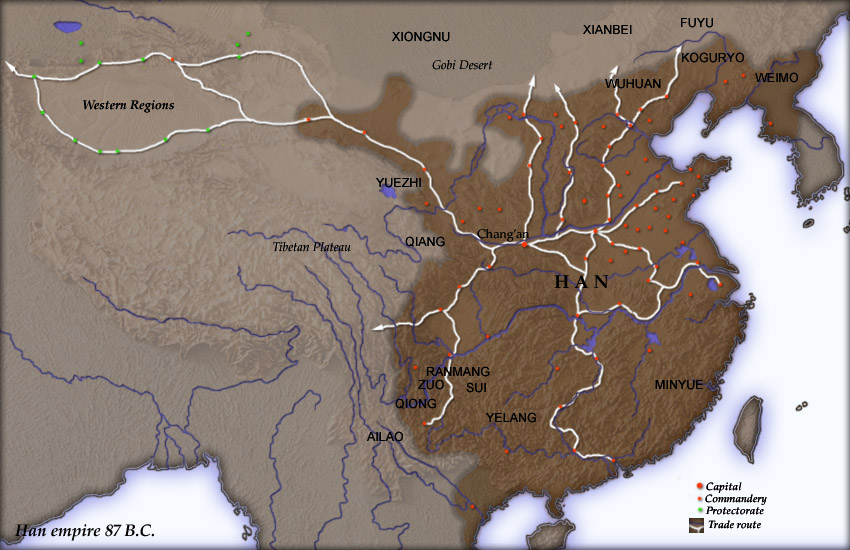
Le territoire dominé par la dynastie Han en -87, après la création de la route de la soie et les diverses annexions du règne de Han Wudi.

Les routes commerciales partant de la Chine ne se limitent pas aux voies terrestres. Au cours du IIe siècle av. J.-C., les Chinois naviguent au-delà de l’Asie du Sud-Est et pénètrent dans l’océan Indien. Ils atteignent l’Inde et le Sri Lanka par la voie maritime avant les Romains. Cette route maritime est par la suite utilisée, non seulement par les marchands et les diplomates mais aussi par des missionnaires religieux chinois, à la recherche de toujours plus de textes bouddhistes indiens à traduire du sanskrit au chinois. En l'an 148, le prince parthe connu sous le nom d'An Shigao est le premier à traduire des textes bouddhistes en chinois. En dehors de ce prince, bien d'autres missionnaires bouddhistes viennent en Chine à cette époque. Ainsi, ce sont des missionnaires d'origine Yuezhi et d'autres appartenant au peuple Kushan du Nord de l’Inde, qui introduisent le bouddhisme en Chine. D'après l’écrivain chinois Yang Xuanzhi du VIe siècle, c'est l'Empereur Han Mingdi qui établit officiellement le bouddhisme en Chine, en fondant le temple du Cheval blanc au Ier siècle de notre ère. C'est à la même époque que les Han établissent un contact maritime avec le Japon de la période Yayoi, habité par ceux que les Chinois appellent le peuple Wa. Toujours durant le Ier siècle, les Han établissent des relations avec le royaume du Fou-nan, un royaume qui recouvre le Cambodge actuel, ainsi qu'une partie de la Birmanie, du Laos, de la Thaïlande et du sud du Vietnam.
Le général Ban Chao (32-102) reconquiert les États situés dans les régions de l’Ouest de la Chine, ce qui correspond actuellement au bassin du Tarim dans le Xinjiang. En effet, durant le bref intermède de la courte dynastie Xin, les Xiongnu ont repris pied dans la région et détruit tous les réseaux d'influences de la Chine. Après avoir repoussé les Xiongnu en dehors de la région, Chao fait des royaumes de Kashgar, Loulan et Khotan les vassaux des Han. Après ces victoires, il envoie Gan Ying, un de ses hommes, comme ambassadeur vers l'ouest, afin d’arriver à Rome, que les Chinois appellent Da Qin. Ying arrive peut-être au bord de la mer Noire ou à la frontière de la Syrie de l’époque romaine. Il n'est pas certain qu'il soit allé aussi loin, mais dans tous les cas il rebrousse chemin avant d'arriver à Rome. Toutefois il ramène de son expédition des rapports détaillés sur l’Empire romain et les régions qu'il a traversées.
C'est après l'expédition de Ying qu'ont lieu les premiers contacts diplomatiques entre la Chine et l’Occident. Avec l’expansion de l’Empire romain au Moyen-Orient au IIe siècle, les Romains ont acquis les moyens nécessaires pour se lancer dans le transport maritime et le commerce dans l’océan Indien. En 166, soixante ans après les expéditions vers l’ouest de Ban Chao, arrive à la cour des Han le premier groupe de personnes prétendant être une ambassade de l'Empire Romain. Ils sont reçus par l’empereur Han Huandi de Han en Chine comme étant des "ambassadeurs d'Antun (l'empereur Antonin le Pieux), roi de Da Qin (Rome) ». Cette mention "Antun", soit "Antonin", pose un problème d'ordre chronologique. En effet, Antonin le pieux meurt en 161 en laissant l’empire à son fils adoptif Marcus Aurelius, ou plus exactement Caesar Marcus Aurelius Antoninus Augustus. Il est donc difficile de savoir qui du père ou du fils a vraiment envoyé cette mission, étant donné que les deux empereurs s’appellent « Antonin ». De plus, il faut noter que les deux historiens Charles Hucker et Rafe de Crespigny pensent que les « ambassadeurs » de 166 sont en fait des marchands romains assez audacieux pour tenter le voyage et non de vrais diplomates. Marchands ou diplomates, la mission de 166 reste dans tous les cas le premier contact direct entre Rome et la Chine.

## Période dite des «Six Dynasties» (220-589)

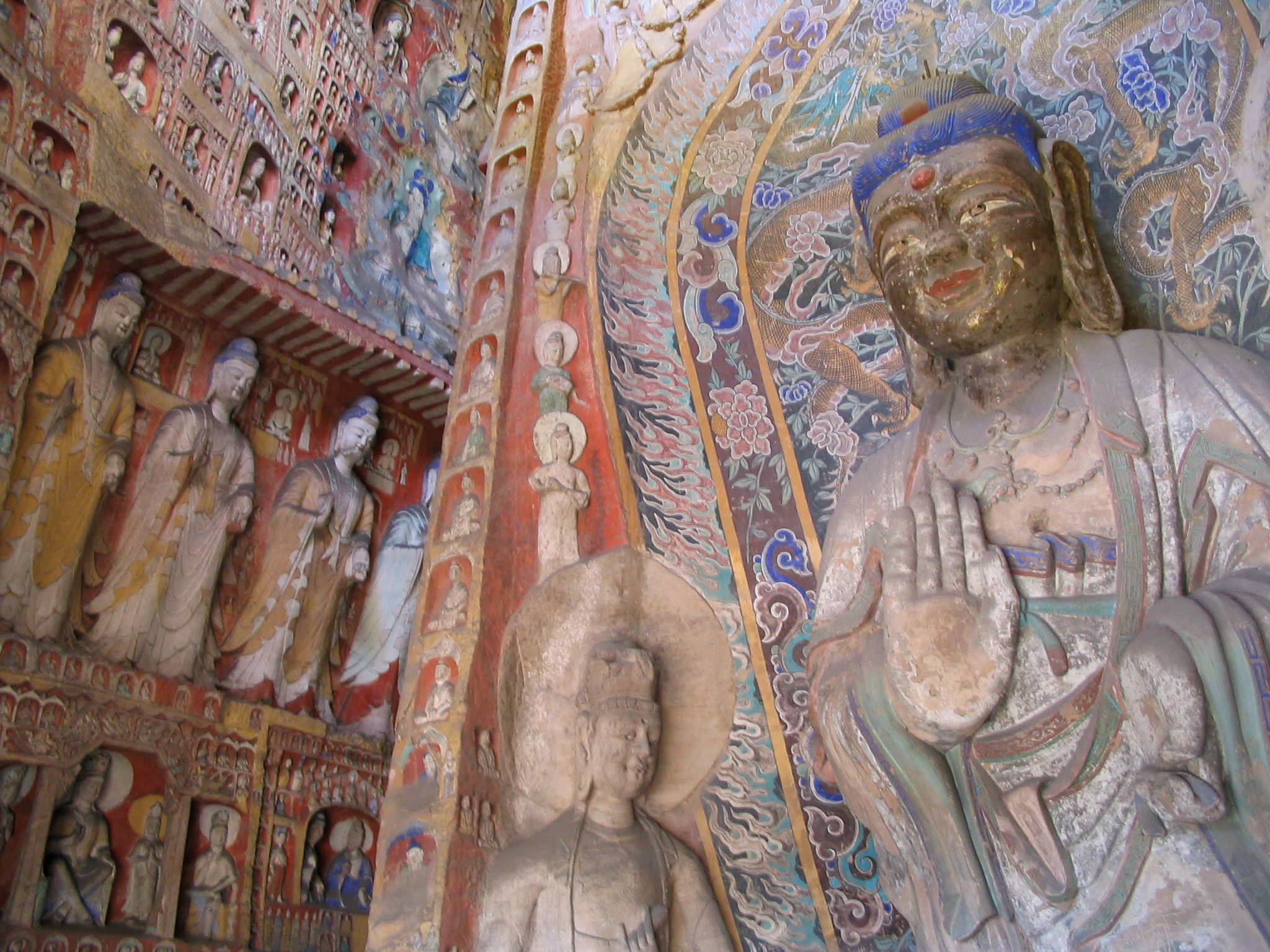
Statues des grottes de Yungang, un des nombreux symboles culturels reflétant l'implantation du bouddhisme en Chine.

Officiellement, cette période de chaos et de division commence avec la chute de la dynastie Han en l'an 220 et s’achève au début de la dynastie Sui en 589. En réalité, elle débute avec la guerre civile qui marque la fin de la dynastie Han entre 184 et 220. Cette période troublée est marquée par un épanouissement du bouddhisme et des voyages vers les pays étrangers inspirés des missionnaires bouddhistes. On voit arriver en Chine des moines indiens tels que Kumarajiva (344-413), originaire de Koutcha, alors capitale d’un petit royaume tokharien, qui voyage en Chine afin de traduire des textes du sanskrit vers le chinois. A contrario, il y a aussi beaucoup de Chinois qui voyagent à l’étranger afin d’obtenir des sutras bouddhistes pour les traduire en chinois. Parmi ces voyageurs, on trouve le moine chinois Faxian (337-422) qui, dans sa vieillesse, s’est rendu au Sri Lanka, en Inde et au Népal. De la Chine, le bouddhisme arrive en Corée en l'an 372. Il se répand d'abord au nord de la péninsule dans le royaume de Koguryo, à partir duquel se développe durant les siècles suivant un bouddhisme coréen distinct du bouddhisme chinois. D'après ce qui est écrit dans le Nihon Shoki, le bouddhisme japonais naît en l'an 552 avec l'arrivée d'une mission religieuse envoyée par Seong, le roi de Baekje, un des trois royaumes coréens.

### Trois Royaumes
La période des trois royaumes (220-280) est une période de l’histoire chinoise où le pays est déchiré par les guerres incessantes entre les dirigeants du Shu, du Wu et du Wei; qui cherchent tous à réunifier la Chine à leur profit. Les combats perpétuels pour le pouvoir absorbent toutes les forces de ces trois États, qui n'ont ni le temps ni les moyens de s’engager dans des expéditions ou des ambassades à l’étranger.
Il y eut toutefois quelques contacts avec l’extérieur. Ainsi, le Shu, situé à l’Ouest, soumet le peuple Hmong, connu alors sous le nom de Nanman. Sun Quan, le fondateur du royaume de Wu, rétablit la domination chinoise sur la zone correspondant à l'ancien royaume de Nanyue. Enfin, le Wei, après avoir annexé les quatre commanderies coréennes, inflige deux lourdes défaites au royaume de Koguryo et vassalise les autres royaumes de la péninsule.
Sur le plan diplomatique et marchand, on note l'arrivée d'un marchand de l’Empire romain à la cour de Sun Quan, l’empereur du royaume de Wu, qui lui demande un rapport détaillé sur son pays natal et ses habitants, avant de le laisser repartir. Cao Rui (226-239), l'empereur du royaume de Wei, reçoit une ambassade et des cadeaux envoyés par un empereur romain, probablement Alexandre Sévère. Une autre ambassade venant de Rome est enregistrée en l’an 284, probablement envoyée par l’empereur Carus (282-283). C'est le dernier contact sino-romain enregistré par les Chinois avant la chute de l'Empire romain d'occident, les suivants ayant lieu après la naissance de l'empire byzantin.

### Dynastie Jin
La dynastie Jin est fondée en 265 par Sima Yan, un membre du clan Sima. Ce clan, autrefois au service des empereurs du Wei, prend petit à petit le contrôle de l'appareil d'État et de l'armée du Wei, avant de s'emparer du pouvoir après la conquête du Shu. En 280, c'est au tour du royaume de Wu d’être annexé, ce qui met fin à la période des trois royaumes. Toutefois, cette réunification de la Chine est brève, car cette nouvelle dynastie est affaiblie par la guerre des huit princes, une guerre civile qui dure de 291 à 306. Cet affaiblissement permet aux Xiongnu et à plusieurs autres peuples de se soulever, ce qui se traduit pour les Jin par la perte de Luoyang et Chang ' an, les deux capitales historiques de la Chine. Les derniers survivants de la cour impériale sont obligés de fuir vers le sud à Jiankang, dont le gouverneur Sima Rui s'est proclamé empereur. Les Xiongnu fondent alors dans le nord le royaume du Han Zhao.
À défaut d'une politique étrangère digne de ce nom, la courte période de la dynastie Jin a vu une expansion continue du bouddhisme en Chine et des voyages liés à la recherche des textes bouddhistes.

### Dynastie Jin de l'Est et les Seize Royaumes
Pendant que Sima Rui refonde la dynastie Jin dans le sud du pays en 317, le nord est soumis aux guerres et à la division pendant toute la période des seize royaumes. Le sud de la Chine se développe et le bouddhisme continue de prospérer. Durant cette période, la politique étrangère des Jin de l'est est centrée sur la reconquête du nord de la Chine et/ou le maintien à distance des divers royaumes non Han qui contrôlent le nord.
Les seize royaumes sont, eux, dans une logique de guerre quasi permanente les uns avec les autres et n'ont pas le temps de mettre en place de politique étrangère cohérente. La seule exception est le Qin antérieur, dont la tentative d'hégémonie sur toute la Chine est ce qui se rapproche le plus d'une vision politique cohérente.

### Dynasties du Nord et du Sud
Les dynasties du Nord et du Sud (420 - 589) sont une période de guerre perpétuelle, comme la période des trois royaumes avant elle. En effet, à la suite de la chute de la dynastie des Jin de l'est, le sud finit par sombrer dans la même anarchie guerrière que le nord.
C'est pourtant durant cette période que l'on voit le développement de nombreux sites bouddhistes le long de la route de la soie, comme jamais auparavant. Cela comprend des sites tels que ceux des grottes de Yungang, des grottes de Mogao et les grottes de Longmen.

## Dynastie Sui

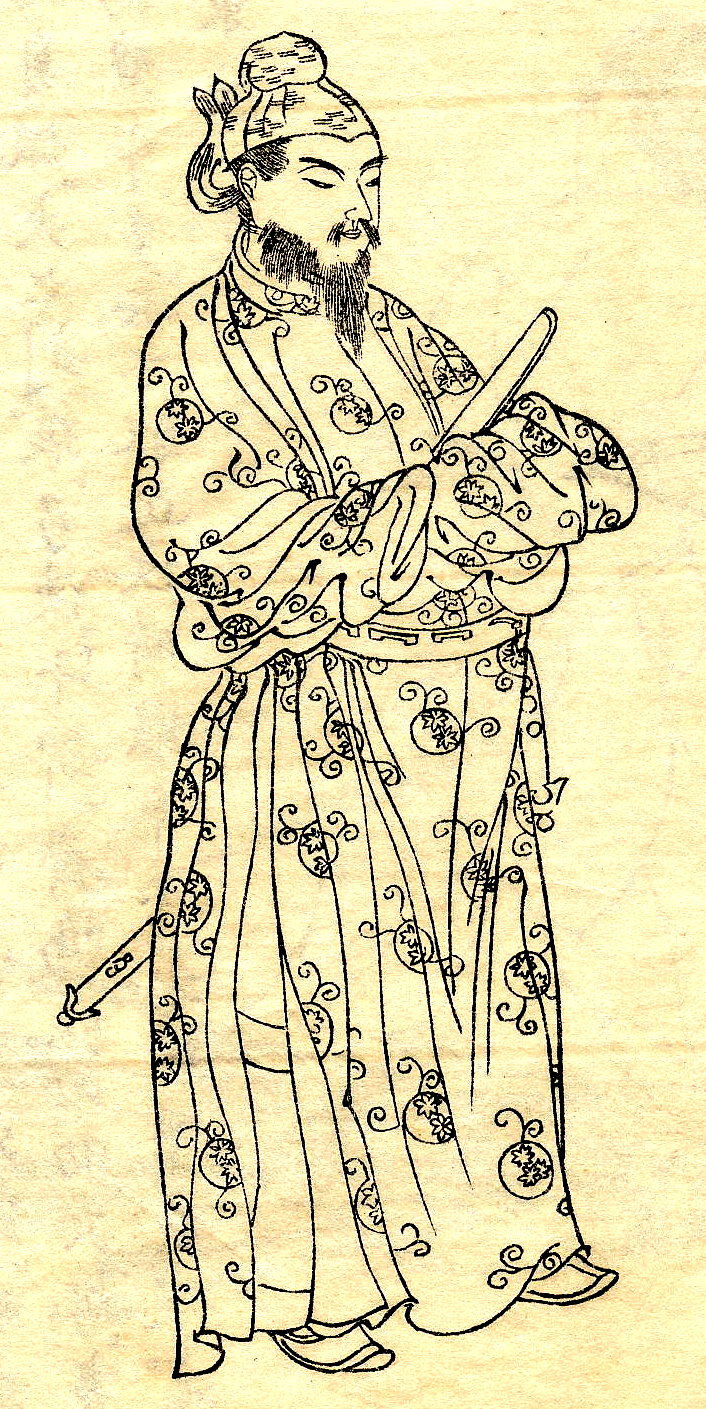
Le Prince Shōtoku (574-622) est à la fois le régent et un homme politique de premier plan de la Cour Impériale du Japon.

À partir de l'an 581, le nord de la Chine est réunifié sous la férule du royaume des Zhou du nord qui viennent de conquérir le royaume des Qi du nord. Yang Jian, le ministre qui est l'artisan de cette réunification, renverse les Zhou et fonde sa propre dynastie, la dynastie Sui, en se proclamant empereur sous le nom de Sui Wendi. En 589, il réunifie la Chine en annexant le sud du pays après avoir renversé la dynastie Chen. Une fois la réunification achevée, Wendi et son successeur l'empereur Sui Yangdi lancent plusieurs campagnes militaires.
Les Sui reprennent le nord du Vietnam, qui avait été occupé pendant la période précédente par le royaume de Champā, situé au sud du Vietnam. Ils lancent également des campagnes infructueuses contre le royaume coréen de Koguryo, qui avait profité des désordres de la période des Seize royaumes pour annexer les quatre commanderies et chasser les Chinois de la Corée. Ces échecs répétés affaiblissent l'armée et vident les caisses du gouvernement.
Le Grand Canal est achevé au cours de la dynastie Sui, ce qui renforce les liens et le commerce entre la Chine du Nord et celle du Sud.
Du point de vue diplomatique, le moment fort de cette courte période dynastique a lieu en l'an 607. C'est à cette date que l'ambassade du Japon envoyée par le prince Shōtoku, régent de l'empire du Japon et dirigée par Ono no Imoko, se présente à la cour de Sui Yangdi.
Le prince Shōtoku a amené la reine Suiko du Japon à prendre le titre d'impératrice et réclame que cette dernière soit traitée sur un pied d’égalité avec l’empereur chinois, qui se considère à cette époque comme le seul empereur au monde. Ainsi, Shōtoku rompt avec le principe chinois voulant qu’un souverain non chinois soit seulement autorisé à porter le titre de roi mais pas celui d'empereur.
Yangdi trouve le comportement des Japonais particulièrement insolent, car il s’oppose à sa vision sinocentrique du monde. Cependant, il finit par accepter cette demande et envoie l'année suivante une ambassade au Japon; ce afin d'éviter un conflit avec le Japon alors qu'il prépare sa tentative de conquête du Koguryo.

## Dynastie Tang
La dynastie Tang (618-907) est une autre moment fort de l'histoire de la Chine en termes de puissance militaire, de conquêtes, de vassalisation des royaumes voisins et de développement du commerce extérieur. La Chine est alors une puissance politique et militaire incontournable de l'Asie de l'Est, dont la culture rayonne sur tous ses voisins.
Un des souverains les plus ambitieux de cette dynastie est l'empereur Tang Taizong (r. 626 - 649). Il lance plusieurs campagnes militaires qui marquent l’histoire chinoise, la plupart du temps contre les puissants peuples turcophones d’Asie centrale. Ces campagnes visent le Tujue oriental, le royaume de Tuyuhun et le royaume de Xueyantuo. Taizong attaque également le territoire de Xiyu, dans le bassin du Tarim, il annexe le royaume de Karasahr en 644 et le royaume de Kucha en 649. L’expansion vers l’ouest de l’Empire Tang continue sous le règne de l'empereur Tang Gaozong, le successeur de Tang Taizong. Gaozong conquiert le territoire sur lequel règne Ashina Helu, le Khan des Turcs Orientaux, grâce à une armée dirigée par le général Su Dingfang.
Grâce à une alliance avec le royaume coréen de Silla, les Tang réussissent là ou les Sui ont échoué et reprennent pied en Corée. En 663, une flotte combinée Tang-Silla remporte une victoire décisive sur le royaume coréen de Baekje et son allié japonais, lors de la bataille navale de Hakusukinoe. Taizong n'en reste pas là et lance une invasion du Koguryo, pour aider ses alliés du royaume de Silla à écraser leur rival. En envahissant la Corée du Nord, l'empereur de Chine espère surtout récupérer la commanderie de Lelang, une ancienne commanderie chinoise du nord de la Corée, qui avait été annexée par le royaume de Koguryo en 313. Malgré les espoirs de Taizong, le territoire des vaincus est partagé entre les royaumes de Silla et Balhae, sans que l’Empire Tang en tire un bénéfice quelconque.

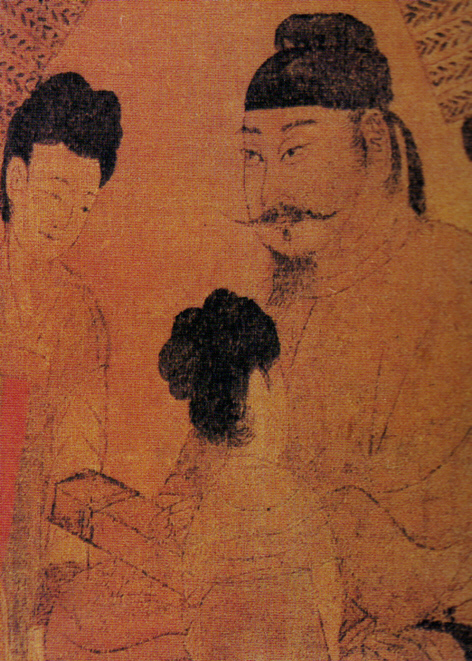
Portrait de l'empereur Tang Taizong de la dynastie Tang, peint par Yan Liben (vers. 600–673).

Les relations commerciales chinoises s'étendent vers l'ouest sous la dynastie Tang. Des contacts commerciaux sont noués avec la péninsule arabique, l'Afrique orientale et l'Égypte. Beaucoup d’auteurs étrangers contemporains des Tang décrivent les navires chinois, les marchandises chinoises vendues dans les ports étrangers, ainsi que les ports chinois. Parmi les auteurs chinois, l’écrivain Duan Chengshi (800? - 863) décrit le commerce entre la Chine et la Somalie sur la période 785 - 805 et le géographe chinois Jia Dan mentionne les phares qui ont été érigés dans le golfe Persique. L'existence de ces phares est confirmée plus tard par les écrivains musulmans Al-Mas 'ûdi et Al-Maqdisi. L’introduction de l’Islam en Chine commence sous le règne de l’empereur Tang Gaozong (r. 649-683), avec l'arrivée de missionnaires comme Sa'd ibn Abi Waqqas, un oncle maternel du prophète Mahomet. Le port de Guangzhou en Chine méridionale devient l’un des plus grands ports maritimes du monde, où se retrouvent des voyageurs venant de toute l’Asie. Chang'an, la capitale des Tang, devient une métropole multiculturelle rempli de voyageurs étrangers, de dignitaires, de marchands, d'émissaires et de missionnaires. Tout comme dans les périodes précédentes, les moines bouddhistes chinois tels que Xuanzang (c.602 – 664) voyagent à l’étranger et tout particulièrement en Inde, afin d’acquérir la sagesse, de recueillir des reliques bouddhistes et de traduire d'autres sutras en chinois.
Bien que le règne de l’empereur Tang Xuanzong (r. 712-756) soit considéré comme l'apogée de la dynastie Tang, c’est pendant les dernières années de son règne qu’a lieu une des révoltes plus destructrices de l’histoire chinoise. Les Tang avaient recruté de nombreux Turcs d’Asie centrale dans leurs forces armées. An Lushan (703-757) est l'un d'entre eux. C'est un commandant militaire d'origine turco-sgodiene et un favori personnel de Yang Guifei, la première concubine de l’empereur Xuanzong. En 755, Lushan se révolte, ce qui déclenche une guerre civile qui dure jusqu'en 764, pendant laquelle des millions de personnes meurent, les Tang perdent leurs possessions d’Asie centrale et les Tibétains envahissent la Chine, réussissant à occuper temporairement la capitale, Chang'an. La dynastie Tang panse ses plaies et retrouve une grande partie de sa puissance sous l’empereur Tang Xianzong (805-820), mais sans jamais réussir à retrouver sa puissance politique et militaire d'avant la révolte. Cette révolte a une autre conséquence imprévue, car elle provoque l’assouplissement des restrictions gouvernementales sur le commerce. En effet, le IXe siècle est une période politiquement troublée et si l’économie de la Chine a continué à prospérer, c'est grâce aux revenus générés par le commerce extérieur.
Sur le plan de la politique extérieure, les Japonais envoient des ambassades à l’Empire Tang jusqu’en 894, date à laquelle le ministre Sugawara no Michizane réussit à convaincre l’empereur Uda d’arrêter d'en envoyer. Sous les Tang, les annales chinoises enregistrent des contacts avec les marchands de "Fu-lin", le nom utilisé pour désigner l’Empire byzantin, la continuation de l’Empire romain en Orient. Ces contacts ont lieu en 643, durant le règne de Constant II (641-668), puis en 667, 701 et peut-être 719. Ces contacts se font parfois par le biais d'intermédiaires d'Asie centrale.

## Cinq Dynasties et Dix Royaumes
La période des Cinq Dynasties et des Dix Royaumes (907-960) est une ère de division et de guerre civile qui embrase toute la Chine. Elle commence avec la chute de la dynastie Tang et ne s’arrête que lorsque la Chine est quasiment réunifiée par la dynastie Song. Elle est marquée par l’introduction du feu grégeois, ou d'une arme très proche du feu grégeois, ramené d'Arabie par des contacts chinois. Ce "feu grégeois" est ensuite utilisé avec une nouvelle invention chinoise, sorte d’ancêtre du lance-flammes activé par une pompe à double piston. Ce système est utilisé au combat aussi bien pendant l’époque des cinq Dynasties que sous la dynastie des Song.

## Dynastie Song

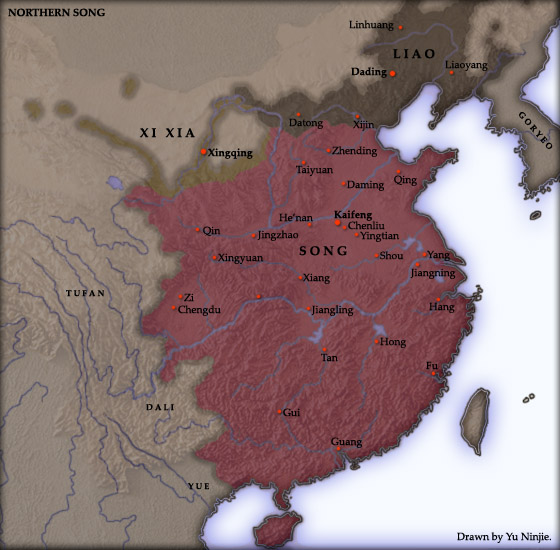
La Chine sous les Song du Nord (960-1127), avec les dynasties Liao et des Xia occidentaux qui règnent sur une partie du nord du pays.

La théorie politique chinoise voulant que la Chine soit le centre de la diplomatie mondiale est largement acceptée en Asie de l’est, sauf dans les périodes de faiblesse de la Chine telles que la dynastie Song (960-1279). Cette dynastie se compose de deux période : les Song du Nord et les Song du Sud.
Pendant la période des Song du Nord (960-1279), les empereurs chinois sont obligés de traiter les Khitan Khaghan, les souverains de la dynastie Liao, comme leurs égaux. Cette situation dure jusqu’à la révolte des Jurchen, qui fondent la dynastie Jin après avoir renversé les Liao avec l'aide de la dynastie Song. Voyant à quel point l'armée chinoise est faible, les Jin se retournent contre les Song et s'emparent de tous les territoires situés au nord de la rivière Huai, lors des guerres Jin-Song. Ces guerres s’achèvent avec l'incident de Jingkang et le repli des Song dans le Sud du pays.
La Cour impériale de la dynastie des Song du Sud (1127-1279) est obligée de traiter les dirigeants Jurchen de la dynastie Jin comme ses supérieurs. Cette période s’achève lorsque les Mongols détruisent la dynastie Jin en 1234, avec l’aide de la dynastie Song, avant de se retourner contre cette dernière et de conquérir le sud de la Chine en 1279 pendant le règne de Kublai Khan. Cet événement marque le début de la dynastie Yuan, dont Kublai est le fondateur.

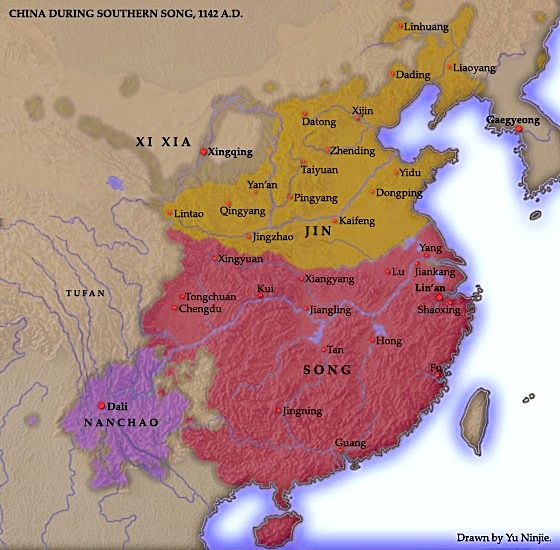
La Chine pendant la période des Song du Sud (1127–1279), après la conquête du nord par la dynastie Jin.

Pour faire face aux puissants royaumes sinisés du nord, comme la dynastie Tangoute des Xia occidentaux, la dynastie Song est contrainte de s’engager dans une diplomatie habile. Les scientifiques et hommes d’État célèbres Shen Kuo (1031-1095) et Su Song (1020 – 1101) ont été tous deux envoyés comme ambassadeurs des Song à la cour de la dynastie Liao afin de régler des différends frontaliers. Shen Kuo a prouvé la légitimité du tracé de la frontière nord du territoire des Song en retrouvant des vieux documents dans les archives de la Cour et a signé des accords entre les dynasties Song et Liao. Su Song a lui aussi prouvé la légitimité de cette frontière, en utilisant sa connaissance approfondie de la cartographie et des cartes pour résoudre un différend frontalier particulièrement brulant.
Le commerce maritime chinois connaît une expansion considérable durant la dynastie Song, avec le port maritime de Quanzhou, qui devient le plus important de l'empire. Le commerce maritime avec l’étranger se développe grâce à l'industrie de la construction navale de la province du Fujian, industrie qui est en plein essor. Le commerce est également stimulé par une véritable révolution économique qui a lieu pendant la dynastie Song et la présence de nombreux investisseurs fortunés, prêts à financer des missions de commerce maritime. Il y a plusieurs missions diplomatiques étrangères notables qui arrivent en Chine durant la dynastie Song. Il y a l’ambassade d’Al-Hakim bi-Amr Allah, venant de l’Égypte des Fatimides, qui arrive à la Cour de l’empereur Song Zhenzong en 1008, ainsi que l’ambassade envoyée par Kulothunga Chola I de la dynastie Chola du Sud de l'Inde qui se présente à la Cour de l'empereur Song Shenzong en 1077.
Bien que l’âge d’or du Bouddhisme chinois ait pris fin pendant la dynastie Tang, il y a encore des moines bouddhistes chinois influents. Parmi eux, on trouve le moine bouddhiste Zen Wuzhun Shifan (1178-1249), qui enseigne à des disciples japonais tels qu'Enni Ben'en (1201 – 1280). Après son retour au Japon depuis la Chine, ce dernier contribue à la propagation de l’enseignement du zen au Japon et à la création du temple Tōfuku-ji à Kyoto.

## Dynastie Yuan

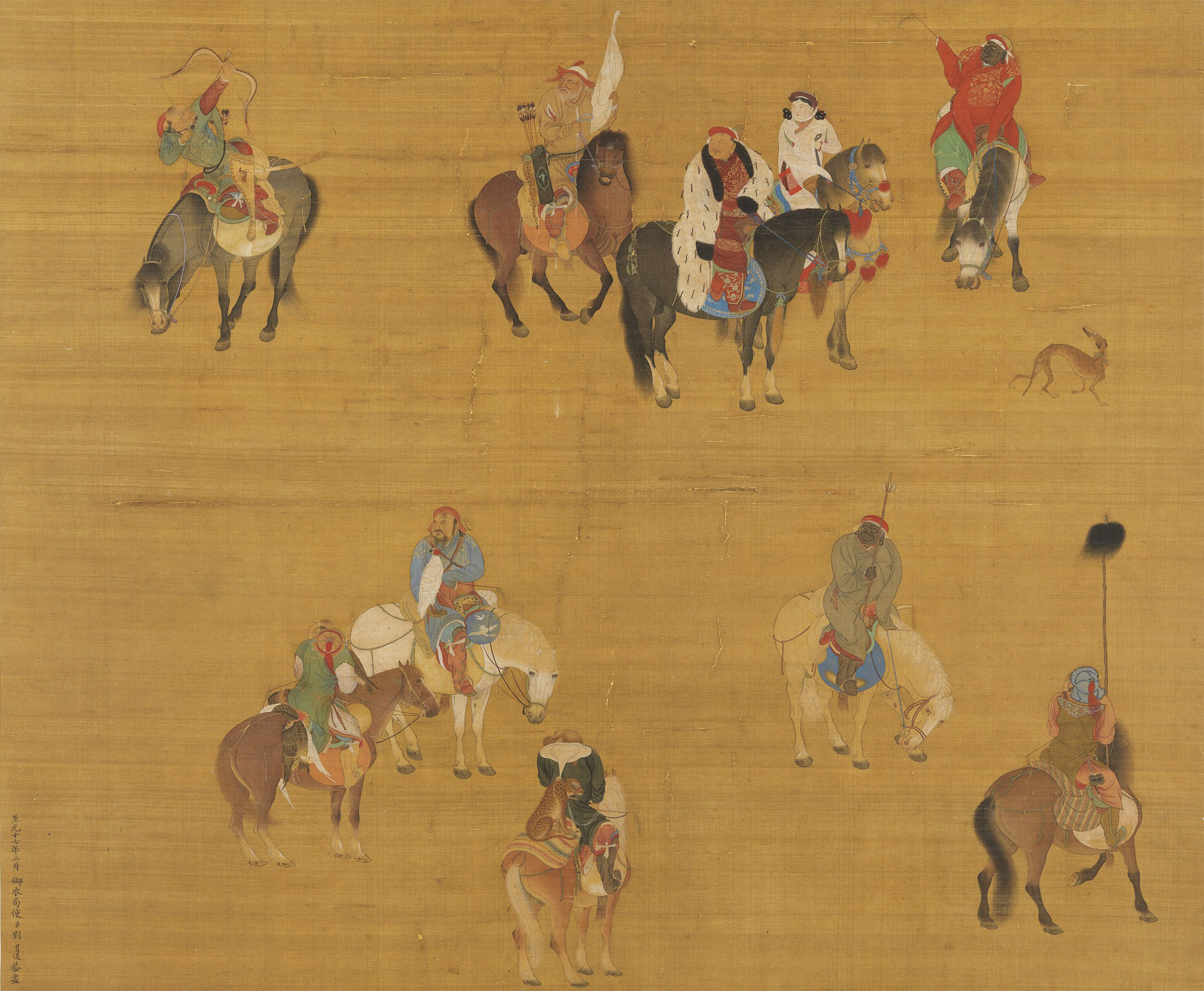
Peinture représentant Kublai Khan à la chasse, par le peintre Liu Guandao, vers. 1280.

La dynastie Yuan (1271-1368) est la dynastie qui règne sur la partie la plus orientale de l’immense Empire mongol, qui s'étend de l’Asie jusqu’à l’Europe orientale. Après une guerre de succession qui a lieu en 1260, cet empire a été séparé en quatre khanats, y compris celui sur lequel règnent les Yuan. Les chefs mongols Gengis Khan, Ögedei Khan, Möngke Khan et Hulagu Khan ont réussi à conquérir le royaume tangoute des Xia occidentaux et la dynastie Jin des Jurchen, ce qui fait d'eux les maitres du nord de la Chine. Ils envahissent également la Corée, qui est alors dirigée par la dynastie Goryeo, qu'ils transforment en un État vassal. Les Mongols se retirent après que les monarques coréens aient accepté de déplacer leur capitale du continent vers l’île de Kanghwa.
C'est le chef mongol Kubilai Khan qui finit par réussir à vaincre la dynastie des Song du Sud en 1279 et à annexer le sud de la Chine. Kublai est un leader ambitieux, qui rassemble une armée composée de soldats coréens, chinois et mongols pour envahir le Japon. Il tente de mener à bien cette invasion à deux reprises, mais échoue à chaque fois.
La dynastie Yuan s'inscrit dans la tradition de commerce maritime des dynasties Tang et Song. C'est sous les Yuan que Wang Dayuan (fl. 1328-1339) réussit pour la première fois à naviguer depuis la Chine jusqu’à la mer Méditerranée, lors de sa visite au Maroc en Afrique du Nord. L’un des points forts diplomatiques de cette période est l’ambassade envoyée par la Chine à l’Empire khmer cambodgien, pendant le règne d'Indravarman III. Cette ambassade a lieu en 1296-1297 et est dirigée par le diplomate chinois Zhou Daguan (1266-1346). Dans son rapport à la Cour des Yuan, Zhou Daguan décrit le temple d'Angkor Vat et la vie quotidienne au sein de l’empire Khmer. C’est durant les premières années du règne de Kublai Khan que Marco Polo (1254-1324) visite la Chine. Il va sans doute jusqu’à Hangzhou, l'ancienne capitale des Song, dont il décrit la beauté des paysages avec beaucoup d’admiration.

## Dynastie Ming

Les voyages de certains des ambassadeurs des empereurs Ming Yongle et Ming Xuanzong: Zheng He et Hong Bao (1405–1433, noir), Yishiha (1412–1433, bleu) et Chen Cheng (1414–1420, vert)

Avec les dynasties Han et Tang, la dynastie Ming (1368-1644) est un autre moment fort de l'histoire de la Chine. L’empereur Ming Hongwu (r. 1368 – 1398), le fondateur de la dynastie, est le chef de la révolte des Turbans rouges. Après 20 ans de guerre civile, il réussit à éliminer les chefs rebelles rivaux et oblige les Mongols de la dynastie Yuan à fuir vers le Nord et à retourner dans la steppe mongole. La dynastie de Ming est marquée par une série de conflits avec les Mongols, avec plus ou moins de réussite suivant les guerres. Un des pires échecs a lieu en 1449, lors de la crise de Tumu, lorsque l’empereur Ming Yingzong est capturé par les Mongols, qui ne le relâchent qu’un an plus tard.

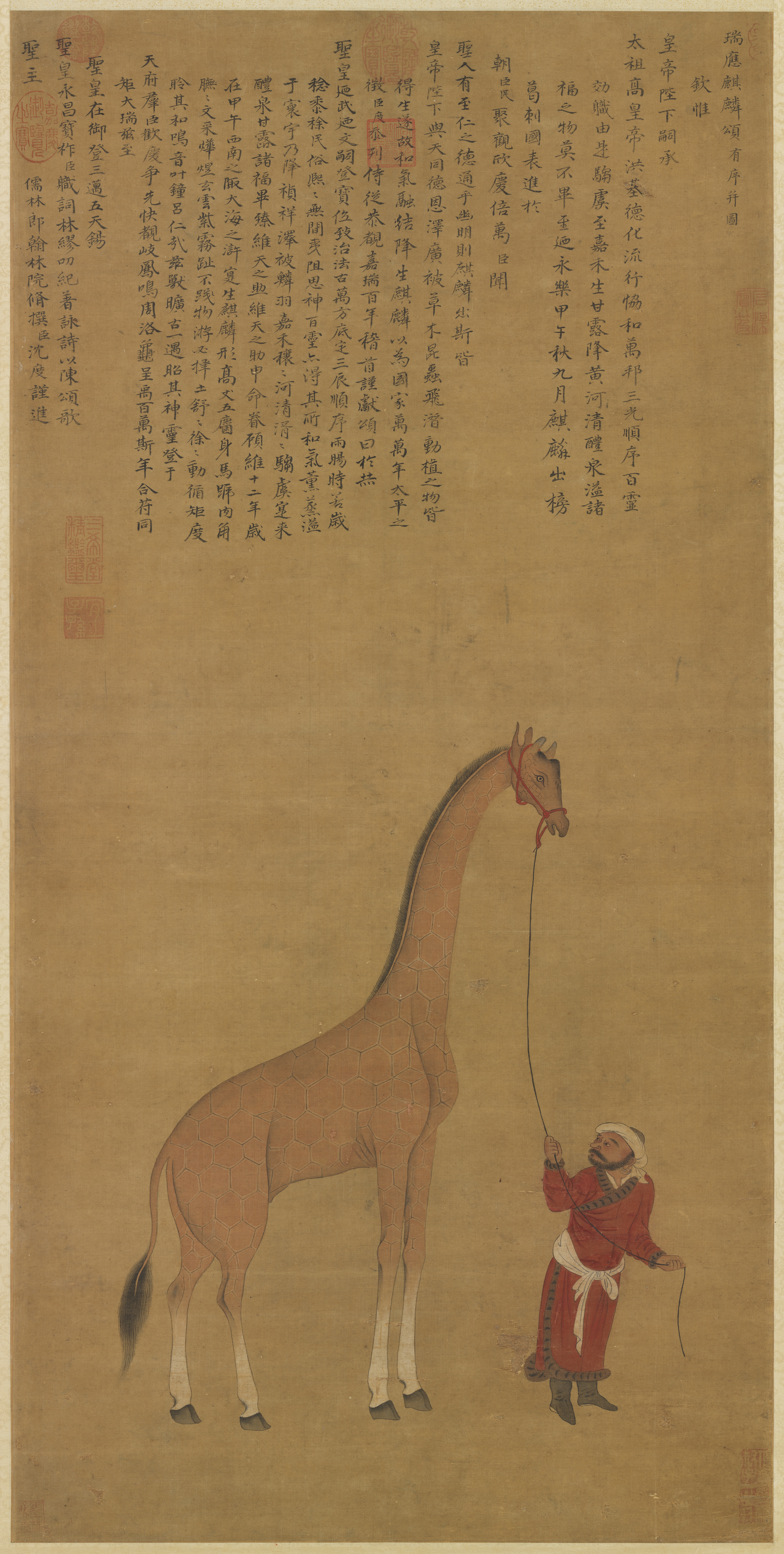
Une girafe, animal exotique ramené du Bengale dans la douzième année du règne de Ming Yongle (1414).

L’empereur Ming Hongwu autorise des émissaires étrangers à visiter les capitales de Nankin et Pékin, mais fait publier des édits interdisant de manière stricte tout commerce maritime privé aux marchands chinois désireux de voyager à l’étranger. Après la mort de Tamerlan, qui a tenté d’envahir la Chine, les relations entre la Chine de l’empereur Ming Yongle et l'empire timouride de Shahrokh s'améliorent considérablement. Chen Cheng, qui conduit une ambassade chinoise chez les Timourides et Ghiyāth al-dīn Naqqāsh, qui conduit une ambassade timouride en Chine, ont chacun laissé des rapports détaillés de leurs visites dans le pays de l’autre.
D'un point de vue diplomatique, les moments les plus importants de la période Ming sont les sept énormes expéditions maritimes organisées par l’amiral Zheng He (1371-1433), un des eunuques favoris de l’empereur Ming Yongle (r. 1402 – 1424). Les voyages de Zheng He l'ont amené à visiter les ports d'une grande partie du monde asiatique, y compris ceux de Bornéo, de l’État malais du sultanat de Malacca, du Sri Lanka, d'Inde, de Perse, d'Arabie et d’Afrique. Pendant ce temps, les armées de l’empereur Ming Yongle envahissent le nord du Vietnam en 1402 et y restent jusqu’en 1428, quand la rébellion menée par Lê Lợi réussit à les chasser.
Les grands voyages s’arrêtent après la mort de Zheng He, à la suite de la mainmise du parti isolationniste sur la cour des Ming et à la nécessité de défendre les immenses zones côtières de l'est de la Chine contre les attaques des pirates Wakō. Même s'il est très limité par divers édits, le commerce est globalement autorisé, avant d’être totalement libéralisé après 1578. Lorsqu'ils arrivent en Chine au début du XVIe siècle, les Portugais commercent avec les Chinois à Tuen Mun, malgré l'existence d'une certaine hostilité entre les deux parties. Les Chinois commercent avidement avec les Espagnols, en envoyant plusieurs navires de commerce chaque année aux Philippines afin de leur vendre des produits chinois en échange d’argent venant des colonies espagnoles du nouveau monde. Il y a tellement d'argent espagnol qui circule en Chine que les pièces d'argent frappées en Espagne deviennent une monnaie utilisée de manière courante dans la Chine des Ming. Par la suite, les Chinois tentent de convertir ces monnaies d’argent en monnaie de cuivre, mais les dégâts économiques sont déjà faits et cette tentative ne suffit pas pour mettre fin à l'inflation qui ronge l'économie.
En 1524, la ville de Pékin est visitée par des représentants de l’empire Ottoman.

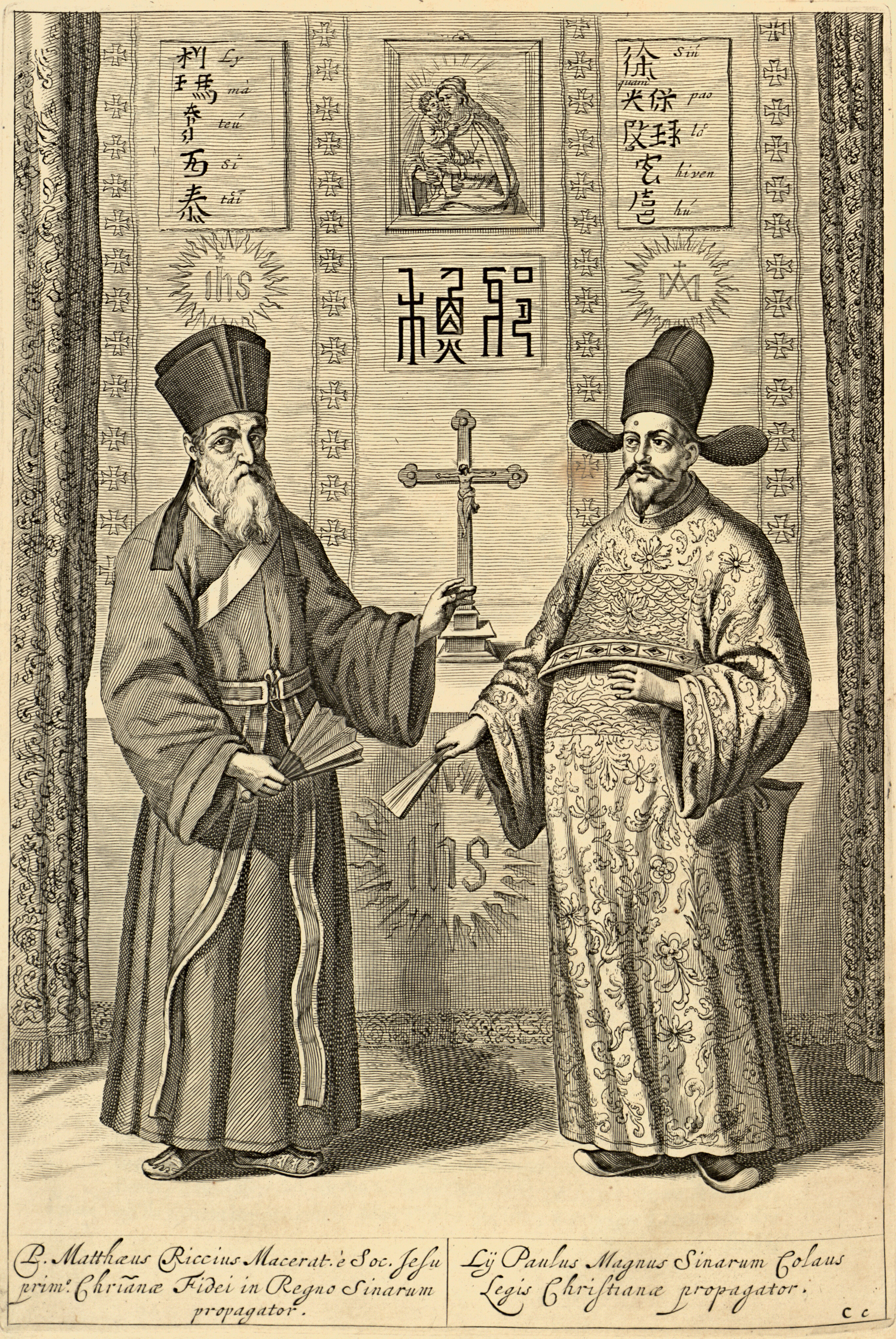
Matteo Ricci (à gauche) et Xu Guangqi (à droite) dans l'édition chinoise des Éléments d’Euclide, parue en 1607.

Pendant le règne de l’empereur Ming Wanli (r. 1572-1620) la Chine s'engage dans une guerre coûteuse pour défendre la Corée contre le Japon. Le régent japonais Toyotomi Hideyoshi (1537-1598) et son prédécesseur Oda Nobunaga (1534-1582), ont réussi à mettre fin à l’ère tumultueuse qu'est la période Sengoku et à offrir au japon féodal la prospérité de la période Azuchi-Momoyama. Pendant cette période, Hideyoshi organise une énorme invasion de la Corée de 1592 à 1598, son but étant d'utiliser la Corée comme base arrière pour envahir la Chine des Ming. Malgré les premiers succès, les efforts de Toyotomi sont réduits à néant par les victoires navales de l’amiral coréen Yi Sun-sin (1545-1598). Cependant, tout au long de la guerre, les forces des Ming subissent de lourdes pertes et ponctionnent lourdement le budget de la Chine par l'envoi des troupes sur le terrain en Corée et les renforts accordés à la marine coréenne dans des batailles telles que la bataille de No Ryang.
Le déclin de l’économie de la Chine des Ming provoqué par l’inflation est aggravé par les mauvaises récoltes, les famines, les épidémies soudaines et les révoltes paysannes comme celle menée par Li Zicheng (1606-1644) et ce jusqu’à la chute de la dynastie Ming en 1644. Le général chinois Wu Sangui (1612-1678) s'est allié à Li Zicheng, mais se sent trahi lorsque ce dernier prend pour lui Yuanyuan Chen, la concubine de Sangui. Pour se venger, il laisse passer les Mandchous, dirigés par le Prince Dorgon, qui envahissent le nord de la Chine depuis leur base en Mandchourie.
C'est sous la dynastie Ming que les premiers missionnaires jésuites visitent la Chine. Le plus important d'entre eux est le jésuite italien Matteo Ricci (1552-1610). Ricci est célèbre en Chine et en Occident pour de nombreuses raisons. Il est le premier à traduire les textes classiques chinois dans une langue occidentale, le latin et c'est aussi lui qui traduit le nom du plus éminent philosophe chinois Kong Qiu par "Confucius". Avec un autre père jésuite, il est le premier européen à entrer dans la cité interdite de Pékin, sous le règne de l’empereur Ming Wanli. Matteo Ricci et son collègue chinois baptisé, le mathématicien, astronome et ingénieur agronome Xu Guangqi (1562-1633), sont les premiers à traduire en chinois les éléments d’Euclide, un traité mathématique grec antique.

## Dynastie Qing

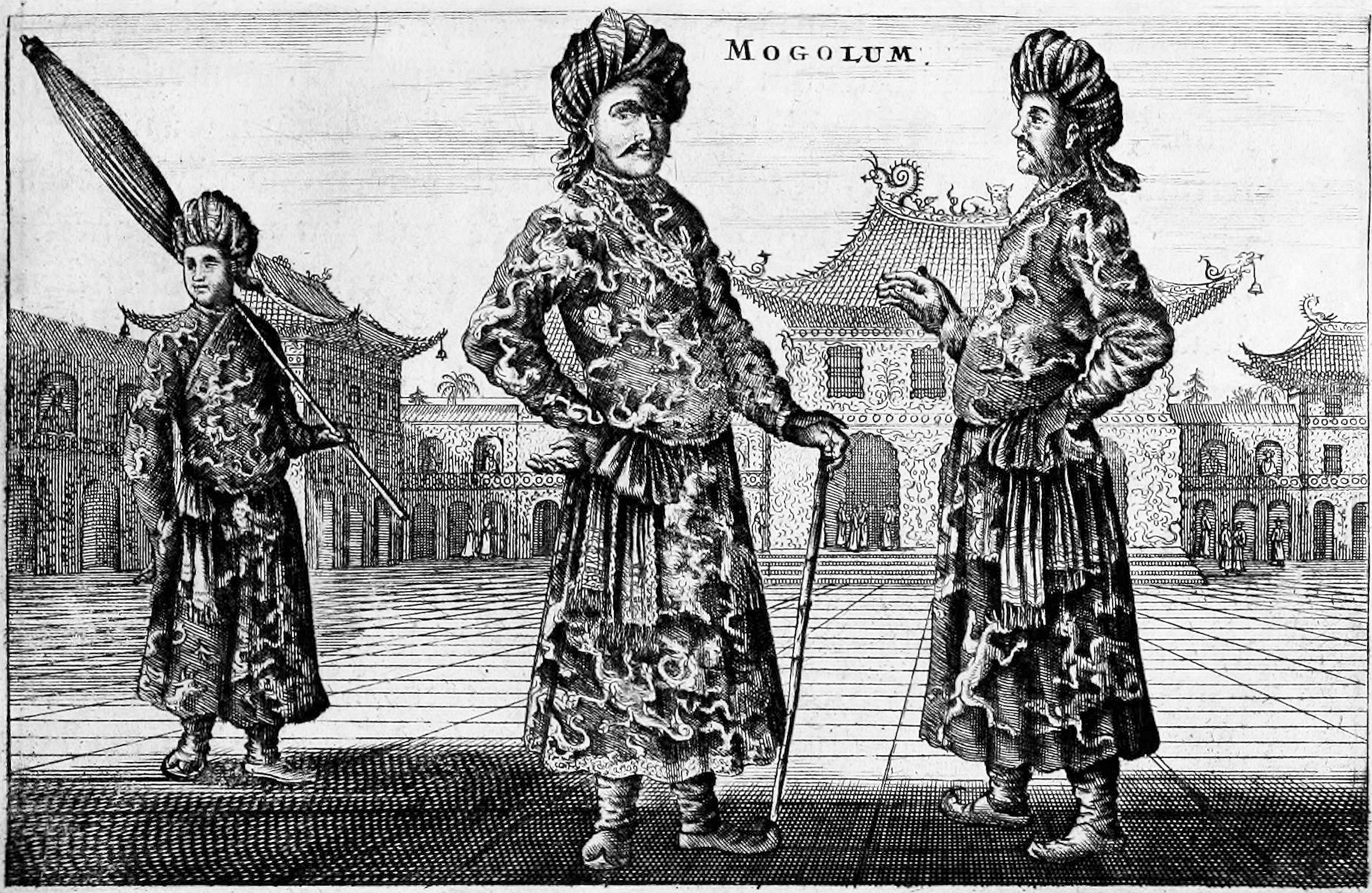
"Ambassade moghol", vue par les visiteurs néerlandais à Pékin en 1656. Selon Lach & Kley (1993), les historiens modernes et plus précisément Luciano Petech, pensent que les émissaires dépeints venaient en fait de Tourfan (Mogholistan) et non de l’Inde de l'Empire moghol.

Lorsque des ambassades venues d'occident arrivent en Chine et se présentent devant l'Empereur, ses membres doivent se prosterner devant lui d'une manière bien spécifique, connue sous le nom de kowtow. Les diplomates occidentaux comprennent très vite que, se courber de cette manière devant le fils du ciel signifie accepter la supériorité de l’empereur de Chine sur leurs propres monarques, ce qu'ils jugent inacceptable. La question du kowtow devient dès lors un problème diplomatique majeur entre la Chine et l'Occident.
En 1665, des explorateurs russes prennent contact avec les Mandchous dans ce qui est aujourd'hui le Nord-Est de la Chine. Comme les Chinois connaissent le latin grâce aux missionnaires jésuites, les deux groupes utilisent cette langue pour communiquer. Les négociations qui suivent ce premier contact aboutissent à un accord entre l’empereur chinois Qing Kangxi et le tsar russe Pierre Ier, qui signent le traité de Nertchinsk en 1689. Ce traité délimite les frontières entre la Russie et la Chine et le tracé de certaines parties de l'actuelle frontière sino-russe est toujours fondé sur ce traité.
Les négociations avec la Russie n'ont pas été traitées par le Ministère des relations avec les États Tributaires, mais par le ministère chargé de gérer les problématiques Mongols. Ce qui peut sembler être un détail signifie que la Chine reconnait la Russie comme étant un pays non soumis au tribut, ce qui ébranle fortement, la vision sinocentrique du monde voulant que tous les autres pays doivent être soumis à la Chine et lui verser un tribut.

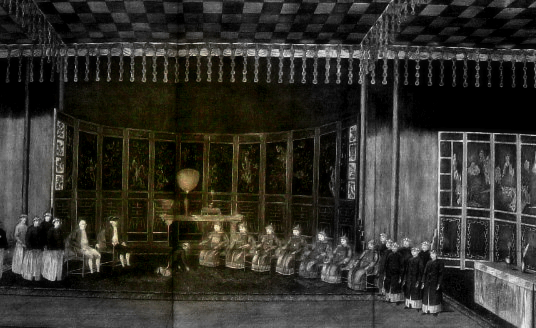
Illustration représentant la dernière délégation européenne à être parvenue à la Cour de l’empereur Qing Qianlong en 1795 : Isaac Titsingh (L’Européen assis avec un chapeau, à l’extrême gauche) et A.E. van Braam Houckgeest (L'européen assis sans chapeau).

En 1793, l’empereur Qing Qianlong rejette une offre du diplomate britannique George Macartney visant à développer les relations diplomatiques et le commerce entre la Chine et l'Angleterre.
Lorsqu'une délégation néerlandaise arrive à Pékin en 1794, ni les Européens ni les Chinois ne se doutent qu'il s'agit là de la dernière occasion où une ambassade européenne se présente devant la Cour impériale de Chine dans le cadre de la politique étrangère impériale chinoise traditionnelle .

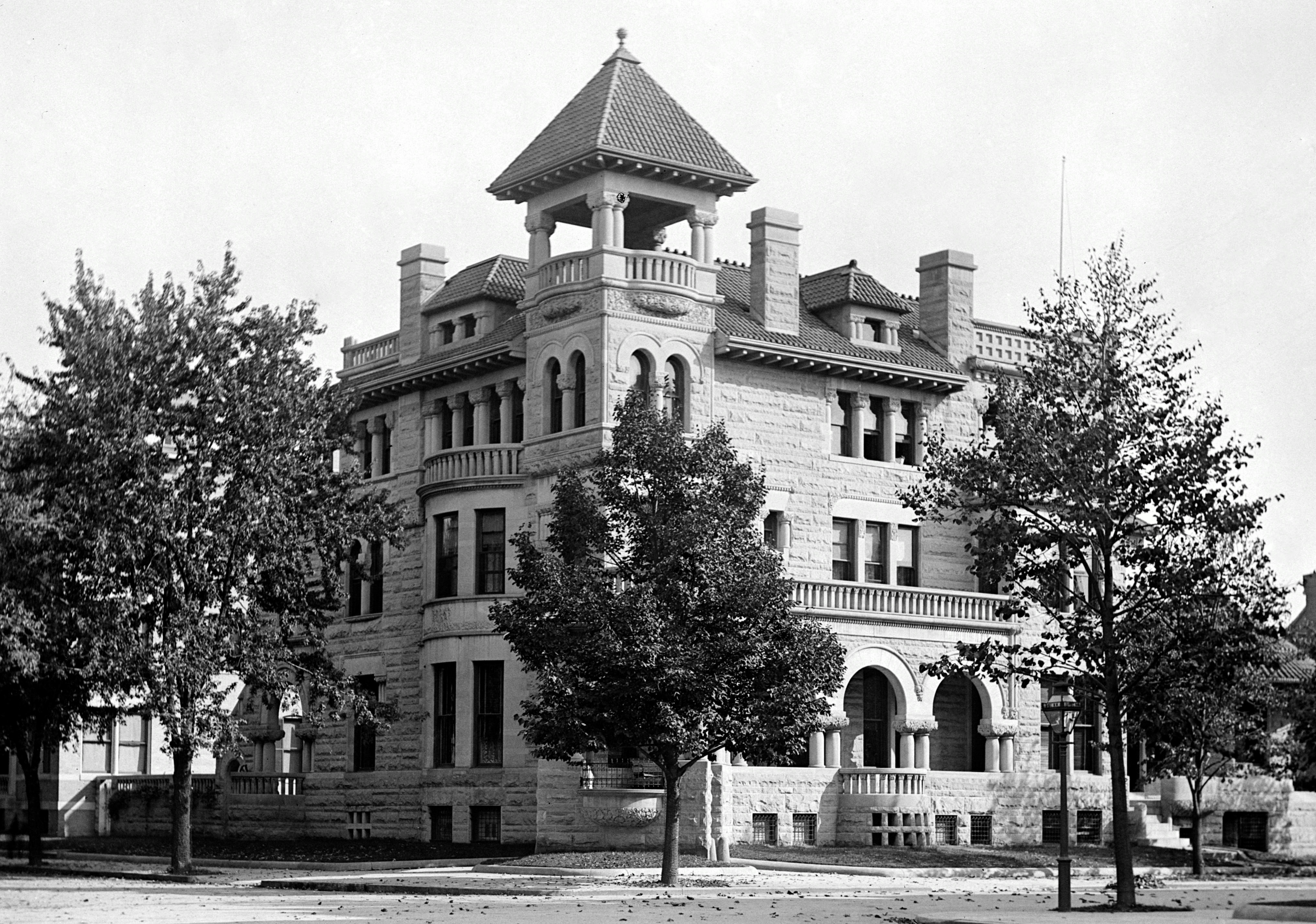
L’ancienne résidence du diplomate Wu Tingfang et le Bureau de la délégation de la dynastie Qing aux États-Unis, dans le quartier de Dupont Circle, à Washington

Cette délégation est conduite par Isaac Titsingh qui représente les intérêts des Pays-Bas et de la Compagnie néerlandaise des Indes orientales. Il se rend à Pékin en 1794 – 96 pour les célébrations marquant le 60e anniversaire du règne de l’empereur Qing Qianlong . La délégation Titsingh inclut dans ses rangs le néerlando-américain Andreas Everardus van Braam Houckgeest , dont la description détaillée de cette ambassade à la Cour impériale de Chine est publiée peu de temps après aux États-Unis et en Europe. Chrétien-Louis-Joseph de Guignes, le traducteur français de Titsingh, publie son propre récit de la mission Titsingh en 1808 sous le titre Voyage a Pékin, Manille et l'Ile-de-France. Ce récit fourni un point de vue alternatif et un contrepoint aux autres rapports qui circulent alors. Quant à Titsingh, il meurt avant d'avoir eu le temps de publier sa version des faits.
La vision chinoise du monde a très peu changé au cours de la dynastie Qing. En effet, le point de vue sinocentrique du pouvoir et des Chinois continue d’être alimenté et renforcé, via des politiques délibérées et des pratiques visant à minimaliser toute preuve de la faiblesse croissante de la Chine et de la puissance en expansion de l'Occident. Après la mission Titsingh, plus aucun ambassadeur non asiatique n'est autorisé à s'approcher de la capitale des Qing, jusqu'à ce que les conséquences de la première et la deuxième guerre de l’Opium changent tout pour la Chine.